# Dicaeum trochileum
El picaflores cabecirrojo (Dicaeum trochileum) es una especie de ave paseriforme de la familia Dicaeidae endémica de Indonesia.

## Distribución
Se encuentra en Java, el sur de Sumatra y Borneo, e islas menores aledañas como Bangka, Bali, Lombok, Madura y las islas Kangean.
Su hábitat natural son los bosques húmedos tropicales y los manglares.